# フィリッペ・ファン・ランスベルゲ
フィリッペ・ファン・ランスベルゲ（Philippe van Lansberge、またはJohan Philip Lansberg、その他 Johannes Philippusとも、ラテン名はPhilippus Lansbergius：ランスベルギウス、1561年8月25日 – 1632年12月8日）は、オランダの天文学者・数学者。惑星の位置を予測する天文表を作成した。

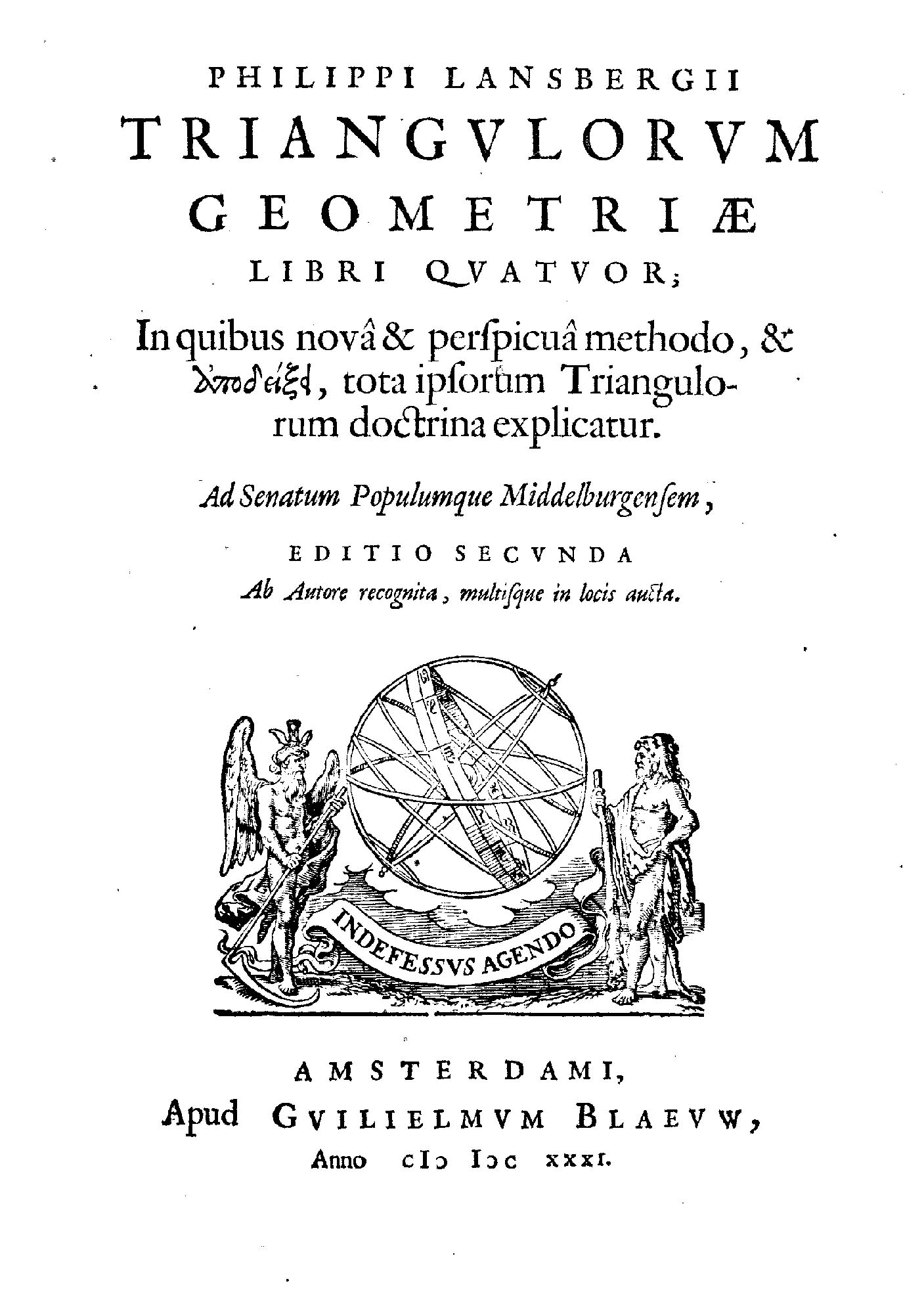
Triangulorum geometriae libri quatuor, 1631

現在はベルギーであるヘントに生まれた。プロテスタントの牧師を務めた。弟子のホルテンシウス(Martinus Hortensius)と共同して、天文表 Tabulae motum coelestiumを出版したことで知られる。ヨハネス・ケプラーの発見した惑星の楕円軌道の理論は受け入れなかったので、誤差が含まれることになった。オランダのミデルブルフで没した。